# راینر زیتلمن

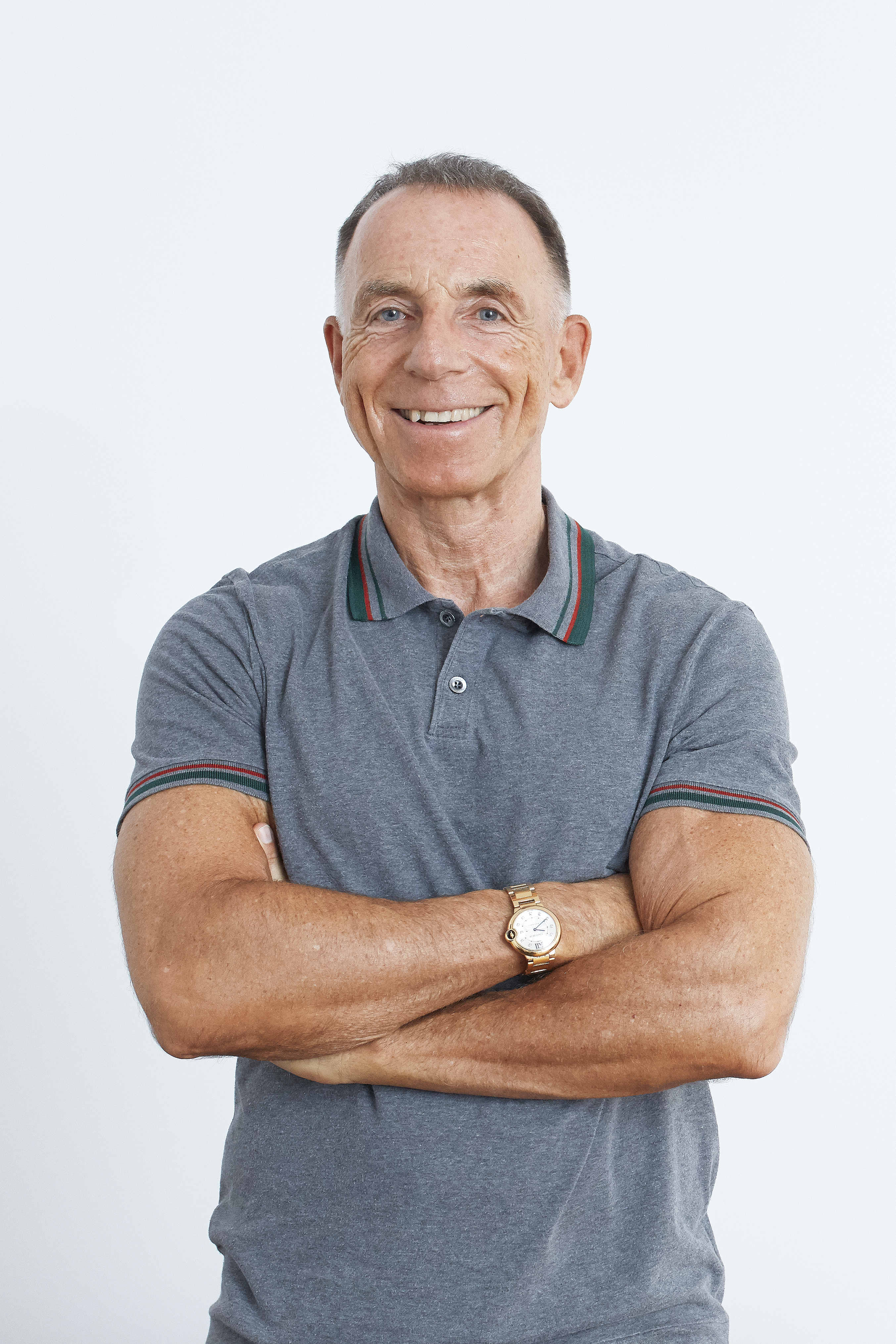
رینر زیتلمن، ۲۰۱۹

راینر زیتلمن (زاده ۱۴ ژوئن ۱۹۵۷ در فرانکفورت آم ماین) مورخ، نویسنده و کارآفرین آلمانی است.

## زندگی‌نامه
راینر زیتلمن در ۱۹۵۷ در فرانکفورت آلمان بدنیا آمد. پدرش آرنولف زیتلمن مؤلف و الهیات‌شناس بود. در دوره تحصیل به مائوییسم گرایش داشت. از ۱۹۷۸ تا ۱۹۸۶ در دانشگاه فنی دارمشتات به تحصیل تاریخ و علوم سیاسی پرداخت. در ۱۹۸۳ مدرک لیسانس و در ۱۹۸۷ با نمره ممتاز مدرک فوق لیسانسش را دریافت کرد.
به مائوییسم گرایش داشت. از ۱۹۷۸ تا ۱۹۸۶ در دانشگاه فنی دارمشتات به تحصیل تاریخ و علوم سیاسی پرداخت. در ۱۹۸۳ مدرک لیسانس و در ۱۹۸۷ با نمره ممتاز مدرک فوق لیسانسش را دریافت کرد.
در سال ۱۹۸۶ زیر نظر پروفسور کارل اوتمار ون آرِتین، زیتلمن مدرک دکتریش را با درجه ممتاز دریافت کرد. پایان‌نامه‌اش در قالب کتابی با عنوان ناسیونال سوسیالیسم هیتلر (به آلمانی: Hitler. Selbstverständnis eines Revolutionärs و به انگلیسی Hitler’s National Socialism) به چاپ رسید. مابین سالهای ۱۹۸۷ تا ۱۹۹۲، بعنوان استادیار در دانشگاه فری برلین به تدریس پرداخت.
در سالهای ۱۹۹۲ و ۱۹۹۳ بعنوان ویراستار و عضو هیئت اجرایی انتشارات اولستین اونت پروپیلن خدمت کرد که در آن زمان سومین انتشارات بزرگ آلمان به حساب می‌آمد. وی سپس به دی وِلت، یکی از روزنامه‌های بزرگ آلمان رفت و در آنجا مدیریت بخش‌های مختلفی را بر عهده گرفت تا اینکه به دبیری صفحه املاک و مستغلات رسید.
در سال ۲۰۰۰ کمپانی دکتر زیتلمن را بنیان گذاشت که به یکی از شرکت‌های مهم در زمینه مشاوره املاک و مستغلات در آلمان تبدیل شد. در سال ۲۰۱۶ این شرکت را فروخت. زیتلمن در قامت سرمایه‌گذار املاک و مستغلات بسیار موفق بود. در فاصله سالهای ۱۹۹۹ تا ۲۰۰۹ اقدام به خرید واحدهای مسکونی ارزان قیمت کرده و اکثر این واحدها را از سال ۲۰۱۵ به بعد به فروش رساند. عمده ثروت او از طریق همین سرمایه‌گذاری‌ها تحصیل شده‌است.
در سال ۲۰۱۶، زیر نظر پروفسور ولفگانگ لاترباخ در دانشکده علوم انسانی و اقتصادی دانشگاه پتسدام، زیتلمن دومین مدرک دکتریش را با درجه ممتاز دریافت کرد. موضوع پایان‌نامه او به روانشناسی ابرثروتمندان اختصاص داشت. پژوهش‌های او در این زمینه در سال ۲۰۱۸ به زبان انگلیسی با عنوان The Wealth Elite به چاپ رسید.
زیتلمن برای تعداد زیادی از رسانه‌های طراز اول اروپایی و آمریکایی مطلب می‌نویسد، منجمله روزنامه‌هایی چون دی ولت، اف آ زد، و فوکوس (در آلمان)، نوئه زورخر زیتونگ (در سوئیس)، سی‌تی اِی‌ام (در انگلستان)، فوربز، واشینگتن اگزمینر، و نشنال اینترست (در آمریکا)، لینکیستا (در ایتالیا)، و لو پوینت (در فرانسه). تمرکز اصلی مطالب او، حول محور پژوهش‌هایش در باب دفاع از کاپیتالیسم و ثروت است.

## تالیفات تاریخی: ناسیونال سوسیالیسم هیتلر
، بویژه در سیاست‌های اجتماعی، اقتصادی، و منطقه‌ای بررسی کرد. یکی از یافته‌های مطالعات زیتلمن به تاملات هیتلر در سیاستگذاری اقتصادی و اجتماعی برمی‌گشت و نشان می‌داد که انگیزه‌های ضدکاپیتالیستی و انقلاب اجتماعی بیش از آنچه تا قبل از آن تصور می‌شد، نقش بسیار پررنگی در جهان‌بینی او داشته، تا جایی که هیتلر خودش را یک انقلابی بحساب می‌آورده‌است.
کتاب در ژورنال‌های بین‌المللی مختلفی بررسی شد. بعنوان نمونه در ژورنال مدرن هیستوری، کلمنس ون کلمپرر درباره‌اش نوشت: «زیتلمن از قضاوت اخلاقی پرهیز کرده و این باعث می‌شود که بررسی دقیق و پژوهش مسئولانه‌اش حتی بیشتر به چشم بیاید. کتاب او نقطه عطفی بر درک و دریافت ما از هیتلر بحساب می‌آید.»
پس از انتشار رساله دکتری، زیتلمن به نگارش مجموعه‌ای از کتاب‌ها راجع به تاریخ آلمان در قرن بیستم میلادی روی آورد.

## تالیفات جامعه‌شناسی: نخبه‌ثروتمندان به تحلیل روانشناسی ابرثروتمندان می‌پردازد
در سال ۲۰۱۷، مطالعات زیتلمن راجع به ابرثروتمندترین افرادی که بیش از ده‌ها و صدها میلیون دلار دارایی دارند با عنوان «نخبه‌ثروتمندان: بررسی پیشگامانه روانشناسی ابرثروتمندان» به چاپ رسید. این کتاب بر اساس مصاحبه‌های مفصل زیتلمن با ۴۵ فرد ابرثروتمند و در قالب یک پژوهش کیفی در علوم اجتماعی شکل گرفته بود. چرا که به دلیل محدود بودن جامعه آماری افرادی که از چنین ثروتهایی برخوردار هستند، انجام یک پژوهش کمی عملاً ممکن نبود. عمده مصاحبه‌شوندگان میلیونرهای خودساخته بودند. این پژوهش نشان می‌داد که بخش بزرگی از ابرثروتمندان، از دوران مدرسه یا دانشگاه به فعالیت‌های کارآفرینانه می‌پرداخته‌اند. همچنین دستاوردهای تحصیلی، نقش مؤثری در رسیدن به سطح بالایی از ثروت بازی نکرده‌است. در میان این ابرثروتمندان، ۲۵ درصدی که بیشترین ثروت را کسب کرده بودند، اعضای بیشتری مدرک دانشگاهی نداشتند تا ۲۵ درصدی که (در همین جامعه آماری) کمترین ثروت خالص را داشتند. موضوع جالب دیگر این بود که فرایند تصمیم‌گیری ابرثروتمندان مصاحبه شده توسط زیتلمن بیشتر حسی بود تا تحلیلی.
این پژوهش نشان می‌داد که دانش ضمنی، که خود نتیجه آموزش غیررسمی و غیرتصریحی است، نقش به مراتب پررنگتری در موفقیت این افراد بازی کرده تا دانش تصریحی و آکادمیک. همه مصاحبه‌شوندگان تست «بیگ فایو» شخصیت را کامل کردند. نتایج این تست نشان می‌داد که وجدان بیدار، یکی از خصایص پررنگ شخصیتی و روان‌رنجوری یکی از خصایص کمرنگ شخصیتی بین مصاحبه‌شوندگان بوده‌است.
همچنین شخصیت باز و برونگرایی نسبت به تجربیات جدید یکی از ویژگی‌های قوی بین این گروه از افراد بود که با پژوهش‌های قبلی رابطه‌ای وثیق نشان می‌داد. در نقطه مقابل، عمده مطالعات قبلی نقش مهارت‌های فروشندگی را در موفقیت مالی ابرثروتمندان کم‌اهمیت یافته بودند. این در حالیست که مصاحبه‌شوندگان اهمیت مهارت‌های فروشندگی را بسیار مهم می‌دانستند. اکثر ایشان در مسیر ثروتمند شدن موانع و شکست‌های بزرگی را پشت سر گذاشته بودند. در نتیجه مصاحبه‌ها، معلوم شد که شباهت‌های بسیاری در نحوه مواجهه این افراد با شکست و عدم موفقیت وجود دارد. یکی از یافته‌های کلیدی این مطالعه این بود که بسیاری از افراد خودساخته، از روحیه مقلد و تاثیرپذیر برخوردار نبوده‌اند و مکرراً خلاف جریان‌های متعارف شنا کرده‌اند و ثروتشان در نتیجه مخالف‌خوانی و رویکرد متفاوتشان به دست آمده‌است.
این پژوهش توجهات بسیاری را در نقاط مختلف دنیا و به زبان‌های متنوعی جلب کرد. فایننشال تایمز نوشت: «پژوهش رینر زیتلمن بر روی روانشناسی ابرثروتمندان پروژه جسورانه‌ای است. افراد کمی تا این اندازه شایسته انجام چنین پژوهشی هستند. دکتر زیتلمن یک تاریخ‌دان، یک جامعه‌شناس، یک روزنامه‌نگار، و یک بیزنس‌من و سرمایه‌گذار است. هیچ پژوهش قابل مقایسه‌ای در این زمینه وجود ندارد و نتیجه کار برای تمام کسانی که بخواهند ویژگی‌ها و انگیزه‌های کارآفرین‌های ثروتمند را درک کنند، اثری خواندنی است. این قبیل افراد پیشران‌های رشد اقتصادی هستند، از نوآوری حمایت، و مشاغل جدید خلق و به پروژه‌های خیریه کمک می‌کنند. با اینحال چرا چنین پژوهشی پیش از این به انجام نرسیده بود؟ شاید به این خاطر که دسترسی به این قبیل افراد و طراحی نظرسنجی‌ای که بتواند نتایج معناداری از گفتگو با ایشان استخراج کند، دشوار است.»

## تالیفات جامعه‌شناسی: کلیشه‌ها و پیش داوری‌ها علیه ثروتمندان
در سال ۲۰۲۰ کتاب «ثروتمندان در افکار عمومی» به چاپ رسید. دکتر زیتلمن در این کتاب به اینکه در پژوهش‌های آکادمیک مرتبط با پیش داوری، موضوع پیش داوری علیه ثروتمندان، به مثابه یک اقلیت هرگز مورد توجه قرار نگرفته، انتقاد می‌کند.
کتاب او بر اساس یافته‌های یک نظرسنجی بین‌المللی شکل گرفته که توسط موسسه‌های النسباخ و ایپسوس موری در آلمان، آمریکا، انگلستان، و فرانسه برگزار شده‌است. بر مبنای این نظرسنجی، پاسخ دهندگان در یکی از این سه گروه طبقه‌بندی شده‌اند: «حسادت ورزان اجتماعی»، «ناحسادت ورزان»، و «دوسوگراها». زیتلمن ضریب حسادت اجتماعی را محاسبه می‌کند که نسبت حسادت ورزان به ناحسادت ورزان را در هر کشوری نشان می‌دهد. عدد ۱٫۰ شرایطی را نشان می‌دهد که تعداد حسادت ورزان و ناحسادت ورزان مساوی است. عدد کمتر از ۱٫۰ نشان می‌دهد که کثرت ناحسادت ورزان بیشتر از حسادت ورزان است.
نتیجه ای مطالعه نشان می‌دهد که حسادت اجتماعی در فرانسه ۱٫۲۶ و سپس در آلمان ۰٫۹۶ است. حسادت اجتماعی در ایالات متحده مقدار قابل توجهی کمتر از آلمان و فرانسه و ۰٫۴۲ است. این در حالیست که سنجه حسادت اجتماعی انگلستان ۰٫۳۷ است. دقت و تمییزپذیری این سه گروه به روشنی در پاسخ‌های متفاوت آنها به چند ده سؤال پرسشنامه مشهود است.
پس از انتشار این پژوهش، دکتر زیتلمن انجام مطالعه عمیق‌تری را در کشورهای بیشتری ترتیب داد. نتایج این مطالعات در سال ۲۰۲۱ در مقاله ای برای «اکونومیک افرز» با عنوان «نگرش‌ها به ثروت در هفت کشور: ضریب حسادت اجتماعی و سنجه احساسات عمومی راجع به ثروتمندان» منتشر کرد.